# Persone di cognome Carroll
| Questa pagina contiene informazioni ricavate automaticamente dalle voci biografiche con l'ausilio del template Bio e di un bot. L'aggiornamento è periodico e automatico e ricostruisce completamente la pagina. Se manca una persona in questa lista, sei pregato di non aggiungerla, ma accertati piuttosto che la sua voce biografica contenga il template Bio e che i dati anagrafici siano correttamente compilati. Se il template Bio manca, inseriscilo tu stesso o, in alternativa, metti l'avviso {{tmp\|Bio}} che ne segnala la mancanza. Se i dati riportati sono sbagliati, correggi direttamente la voce biografica; le modifiche saranno visibili in questa lista entro pochi giorni. Per chiarimenti vedi il progetto antroponimi. La lista contiene solo le 64 persone che sono citate nell'enciclopedia e per le quali è stato implementato correttamente il template Bio. Pagina aggiornata al 23 apr 2025. |

Questa è una lista di persone presenti nell'enciclopedia che hanno il cognome Carroll, suddivise per attività principale.

## Allenatori di calcio(1)
- Roy Carroll, allenatore di calcio e calciatore nordirlandese (Enniskillen, n. 1977)

## Allenatori di football americano(1)
- Pete Carroll, allenatore di football americano statunitense (San Francisco, n. 1951)

## Allenatori di pallacanestro(1)
- John Carroll, allenatore di pallacanestro statunitense (n. 1955)

## Astrofisici(1)
- Sean Carroll, astrofisico statunitense (n. 1966)

## Attori(4)
- David Carroll, attore e cantante statunitense (Rockville Centre, n. 1950 - New York, † 1992)
- John Carroll, attore statunitense (New Orleans, n. 1906 - Los Angeles, † 1979)
- Leo G. Carroll, attore inglese (Weedon Bec, n. 1886 - Los Angeles, † 1972)
- Rocky Carroll, attore e regista statunitense (Cincinnati, n. 1963)

## Attrici(10)
- Alison Carroll, attrice, ex modella e ex ginnasta inglese (Croydon, n. 1985)
- Barbara Carroll, attrice statunitense (n. 1930)
- Joan Carroll, attrice statunitense (Paterson, n. 1932 - Puerto Vallarta, † 2016)
- Madeleine Carroll, attrice britannica (West Bromwich, n. 1906 - Marbella, † 1987)
- Madeline Carroll, attrice statunitense (Los Angeles, n. 1996)
- Nancy Carroll, attrice statunitense (New York, n. 1903 - New York, † 1965)
- Nancy Carroll, attrice britannica (Cambridge, n. 1974)
- Virginia Carroll, attrice statunitense (Los Angeles, n. 1913 - Santa Barbara, † 2009)
- Kate O'Mara, attrice britannica (Leicester, n. 1939 - Sussex, † 2014)
- Pat Welsh, attrice statunitense (San Francisco, n. 1915 - Green Valley, † 1995)

## Calciatori(5)
- Andy Carroll, calciatore inglese (Gateshead, n. 1989)
- Brian Carroll, ex calciatore statunitense (Springfield, n. 1981)
- Erik Carroll, ex calciatore bahamense (n. 1996)
- Jake Carroll, ex calciatore irlandese (Dublino, n. 1991)
- Thomas Carroll, calciatore inglese (Watford, n. 1992)

## Cantanti(2)
- Dina Carroll, cantante britannica (Newmarket, n. 1968)
- Ronnie Carroll, cantante britannico (Belfast, n. 1934 - Londra, † 2015)

## Cestisti(8)
- Joe Barry Carroll, ex cestista statunitense (Pine Bluff, n. 1958)
- Matt Carroll, ex cestista statunitense (Horsham, n. 1980)
- Pat Carroll, ex cestista statunitense (Pittsburgh, n. 1982)
- DeMarre Carroll, ex cestista e allenatore di pallacanestro statunitense (Birmingham, n. 1986)
- Jaycee Carroll, ex cestista statunitense (Laramie, n. 1983)
- Jeffrey Carroll, cestista statunitense (Alexandria, n. 1994)
- Ryan Carroll, ex cestista statunitense (Tyler, n. 1979)
- Wayne Carroll, ex cestista australiano (Melbourne, n. 1959)

## Chitarristi(1)
- Buckethead, chitarrista e polistrumentista statunitense (Huntington Beach, n. 1969)

## Doppiatori(1)
- Eddie Carroll, doppiatore e attore canadese (Smoky Lake, n. 1933 - Los Angeles, † 2010)

## Esoteristi(2)
- Lee Carroll, esoterista e oratore statunitense
- Peter J. Carroll, esoterista e scrittore britannico (Patching, n. 1953)

## Filosofi(1)
- Noël Carroll, filosofo statunitense (New York, n. 1947)

## Fumettiste(1)
- Emily Carroll, fumettista e autrice di videogiochi canadese (London, n. 1983)

## Gesuiti(1)
- John Carroll, gesuita e arcivescovo cattolico statunitense (Upper Marlboro, n. 1735 - Baltimora, † 1815)

## Giornaliste(1)
- E. Jean Carroll, giornalista, scrittrice e opinionista statunitense (Detroit, n. 1943)

## Imprenditrici(1)
- Cynthia Carroll, imprenditrice statunitense (n. 1957)

## Medici(1)
- James Carroll, medico, ufficiale e batteriologo britannico (Woolwich, n. 1854 - Washington, † 1907)

## Mezzofondisti(2)
- Mark Carroll, ex mezzofondista irlandese (n. 1972)
- Noel Carroll, mezzofondista irlandese (Annagassan, n. 1941 - Dublino, † 1998)

## Nuotatrici(3)
- Jennifer Carroll, ex nuotatrice canadese (Montréal, n. 1981)
- Lara Carroll, nuotatrice australiana (Cambridge, n. 1986)
- Sidney Carroll, nuotatrice artistica canadese (n. 2002)

## Paleontologi(1)
- Robert Lynn Carroll, paleontologo statunitense (Kalamazoo, n. 1938 - Montréal, † 2020)

## Pallavolisti(1)
- Paul Carroll, pallavolista australiano (Taree, n. 1986)

## Piloti automobilistici(1)
- Adam Carroll, pilota automobilistico britannico (Portadown, n. 1982)

## Pittori(1)
- Lawrence Carroll, pittore statunitense (Melbourne, n. 1954 - Colonia, † 2019)

## Poeti(1)
- Jim Carroll, poeta, romanziere e musicista statunitense (New York, n. 1949 - New York, † 2009)

## Politici(2)
- Charles Carroll, politico statunitense (Annapolis, n. 1737 - Baltimora, † 1832)
- Julian Carroll, politico statunitense (n. 1931 - Frankfort, † 2023)

## Rapper(1)
- Slaine, rapper e attore statunitense (Boston, n. 1977)

## Registi(1)
- Earl Carroll, regista, produttore teatrale e paroliere statunitense (Pittsburgh, n. 1893 - Aristes, † 1948)

## Sciatrici alpine(1)
- Tianda Carroll, ex sciatrice alpina canadese (n. 1993)

## Sciatrici freestyle(1)
- Avital Carroll, sciatrice freestyle statunitense (New York, n. 1996)

## Scrittori(3)
- Jerry Jay Carroll, scrittore e giornalista statunitense (New York)
- Jonathan Carroll, scrittore statunitense (New York, n. 1949)
- Paul Vincent Carroll, scrittore, drammaturgo e sceneggiatore irlandese (Dundalk, n. 1900 - Bromley, † 1968)

## Surfisti(1)
- Tom Carroll, surfista australiano (Newport, n. 1961)

## Senza attività specificata(1)
- Allyson Carroll, ex snowboarder statunitense (n. 1988)